# … Vous aiment
Albums de Les Wampas
Chauds, sales et humides
(1988) Simple et tendre
(1993)
… Vous aiment est le 3e album du groupe de rock français Les Wampas, paru en 1990.

## Réception
L'album est inclus dans l'ouvrage Philippe Manœuvre présente : Rock français, de Johnny à BB Brunes, 123 albums essentiels.

## Liste des pistes
1. Intro Wagner (0:07)
2. Puta (1:42)
3. Eccl. 5:1[2] (3:05)
4. Surfin' love (2:40)
5. C'est facile de se moquer (2:53)
6. Petite fille (2:39)
7. Le costume violet (3:52)
8. Wo How Wo Ho Wo (pour toi) (1:41)
9. Ça tourne (0:23)
10. Tataratatata (1:12)
11. Je n'suis pas fou (3:19)
12. Vie, mort et résurrection d'un papillon (3:18)
13. Ce soir, c'est Noël (1:49)
14. Quand j'étais p'tit (2:08)
15. L'éternel (1:54)
16. Quelle joie le rock'n'roll (3:33)